# Mongolie aux Jeux paralympiques d'hiver de 2010
Cet article présente des informations sur la participation et les résultats de la Mongolie aux Jeux paralympiques d'hiver de 2010.

## Participation
La Mongolie était représenté par 2 athlètes aux Jeux paralympiques d'hiver de 2010 à Vancouver (Canada).

## Engagés par sport

### Ski de fond
- Zorig Enkhbaatar
- Sukhbaatar Nyamaa

## Source
- (en) Cet article est partiellement ou en totalité issu de l’article de Wikipédia en anglais intitulé « Mongolia at the 2010 Winter Paralympics » (voir la liste des auteurs).